# Marie Zinck
Pour les articles homonymes, voir Zinck.
Marie Elisabeth Zinck (1er juin 1789 à Copenhague - 6 avril 1823 à Copenhague) est une actrice et chanteuse d'opéra danoise. 

## Famille
Elle est la fille de Portner Jørgen Thomsen et de sa première épouse, Elisabeth (née Eskilden) et commence sa carrière sous le nom de Marie Elisabeth Thomsen. Après son mariage le 7 février 1813 avec le chanteur d'opéra Johan Georg Christoffer Zinck (1788–1828), elle est connue sous le nom de Marie Elisabeth Zinck. 

## Carrière
Marie Zinck intègre d'abord l'école du ballet (Theatrets danseskole), puis poursuit son éducation à l'école dramatique royale (Den kongelige dramatiske Skole) de Copenhague, à partir de sa création en septembre 1805 où elle étudie sous la direction de Knud Lyne Rahbek,.
Lors de la première représentation de l'école, le 11 mai 1806, elle joue le rôle de Victorine, la femme de chambre de Lucretias dans La Jeune Prude, une comédie en trois actes écrite par Emmanuel Dupaty donnée au Hofteatret (da). Elle débute sur la scène du Théâtre royal danois le 21 janvier 1808 et devient actrice royale le 30 mai 1810. 
Par la suite, Marie Zinck devient également chanteuse et rencontre le succès dans le vaudeville Fruentimmerhadere (1811) ou encore dans Cendrillon (1812). 
Grâce à sa double formation de chanteuse et de comédienne, elle joue Chérubin dans la pièce de Beaumarchais Le Mariage de Figaro (1819) ainsi que dans l'opéra de Mozart du même nom,. 
Elle se produit dans de nombreuses productions du Théâtre royal danois jusqu'à sa mort en 1823. Elle donne sa dernière représentation dans le Singspiel Sovedrikken (da), dans le rôle de Rose, le 18 mars 1823.

## Décès
Marie Zinck meurt le 6 avril 1823.  
Elle est inhumée au cimetière Assistens à Copenhague. 